# HD63507
HD63507 — хімічно пекулярна зоря спектрального класу
B4 й має видиму зоряну величину в смузі V приблизно  9,5.